# Pangrapta albirenalis
Pangrapta albirenalis là một loài bướm đêm trong họ Erebidae.